# 長良川国際会議場
長良川国際会議場（ながらがわこくさいかいぎじょう、Nagaragawa Convention Center）は岐阜県岐阜市にある国際会議場兼多目的ホール。岐阜市の国際コンベンション都市づくりの拠点として、国内外からのイベント･コンベンションを誘致している。トリニティぎふ（一般財団法人岐阜市公共ホール管理財団・株式会社総合舞台はぐるま・株式会社コングレの共同事業体）が指定管理者として管理運営を行っている。学校跡地に建設された。杮落しは1995年9月1日。設計者は安藤忠雄で、施設内の国際会議室にあたる部分の外観が卵形の特徴的な建物である。

## 施設概要
- メインホール（さらさ～ら）：県内最大のホール。主にコンサートや会議のメイン会場など。収容人数は1,689席。優良ホール100選選定。岐阜大学の入学式と卒業式はここで行われる。
- 国際会議室：最上階の外観が卵型ドーム内にある国際会議室。開閉式壁を開けると正面に長良川対岸の金華山、岐阜城が眺められる。国際規模の中規模会議に対応可能。また、4カ国語同時通訳を備える。
- 会議室：大・中・小会議室あり。
- 屋上庭園：階段状の大庭園がある。長良川に面した階段部分が絶好の花火鑑賞スポットとなるため、毎年入場者を公募している（無料）。

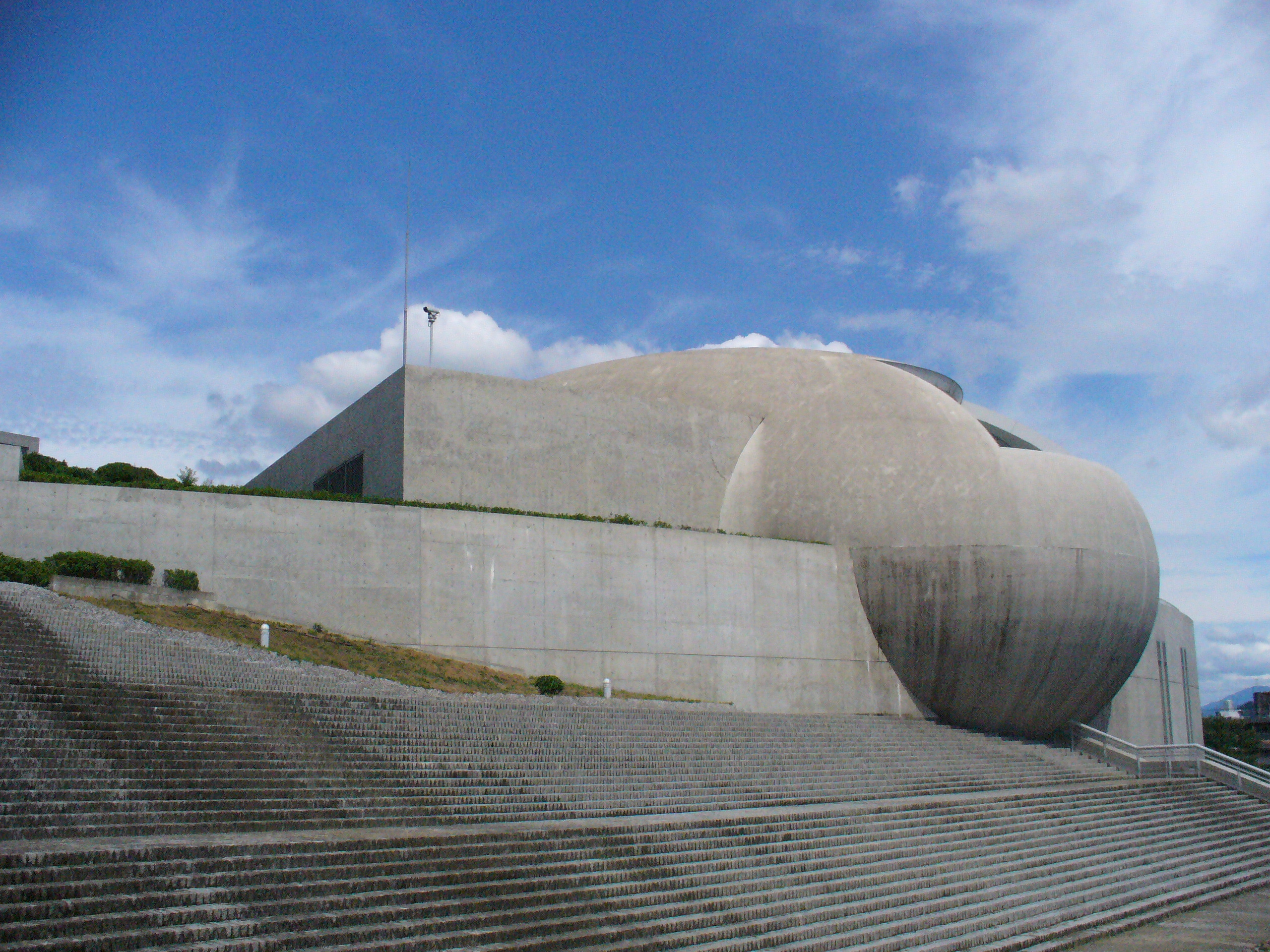
近景

## 交通アクセス
- JR岐阜駅・名鉄岐阜駅より岐阜バスで長良川国際会議場北口もしくは長良川国際会議場前下車